# Federazione nazionale Ordini dei Tecnici sanitari di radiologia medica e delle professioni sanitarie tecniche, della riabilitazione e della prevenzione
La Federazione nazionale degli Ordini dei tecnici sanitari di radiologia medica e delle professioni sanitarie tecniche, della riabilitazione e della prevenzione (acronimo: FNO TSRM e PSTRP), nasce a seguito dell’entrata in vigore della Legge 11 gennaio 2018, n. 3 “Delega al Governo in materia di sperimentazione clinica di medicinali nonché disposizioni per il riordino delle professioni sanitarie e per la dirigenza sanitaria del Ministero della salute "
Esso è un Ente pubblico non economico sussidiario dello Stato, che raccoglie tutti i 59 ordini professionali delle province della Repubblica italiana, in rappresentanza di ben 18 professioni sanitarie.
Fino al 2018 i Tecnici sanitari di radiologia medica erano raccolti nella Federazione nazionale dei Collegi dei Tecnici sanitari di radiologia medica istituita nel 1965 con la legge n° 1103. Al 31/12/2017 la Federazione era rappresentativa di 61 Collegi provinciali e interprovinciali, con un totale di circa 28.200 Tecnici sanitari di radiologia medica iscritti ai relativi albi professionali.
Si stima che la Federazione rappresenti circa 160.000 professionisti sanitari.
In seguito alla riforma, la FNO TSRM e PSTRP accoglie anche gli Assistenti sanitari, scorporati precedentemente nei Collegi IPASVI, ora Federazione nazionale degli ordini delle professioni infermieristiche, e i Massofisioterapisti, nell'apposito elenco speciale ad esaurimento.
Il primo congresso nazionale Archiviato il 21 settembre 2020 in Internet Archive. si è svolto presso il Palacongressi di Rimini dal 11 al 13 Ottobre 2019.
Con l'entrata in vigore della legge 3/2018, le professioni sanitarie riunite sotto la FNO erano 19. Tra queste era compresa anche la professione di Fisioterapista, tuttavia l'8 settembre 2022 il Ministro Roberto Speranza ha firmato il D.M. n.183 che ha previsto l'istituzione degli Ordini territoriali della professione sanitaria di fisioterapista e della Federazione nazionale degli Ordini della professione sanitaria di fisioterapista, decretando di fatto la fuoriuscita dei fisioterapisti dalla  FNO TSRM e PSTRP. Il D.M. è stato pubblicato nella Gazzetta ufficiale del 30 novembre 2022, entrando in vigore il 15 dicembre 2022

## Professioni sanitarie afferenti
| Professione sanitaria                                                     | Riferimenti normativi                                                          |
| Tecnico sanitario di radiologia medica                                    | D.M. 14.09.1994, n. 746 (G.U. 09.01.1995, n. 6)                                |
| Audiometrista                                                             | D.M. 14.09.1994, n. 667 (G.U. 03.12.1994, n. 283)                              |
| Tecnico sanitario di laboratorio biomedico                                | D.M. 14.09.1994, n. 745 (G.U. 09.01.1995, n. 6)                                |
| Tecnico di neurofisiopatologia                                            | D.M. 15.03.1995, n. 183 (G.U. 20.05.1995, n. 116)                              |
| Tecnico ortopedico                                                        | D.M. 14.09.1994, n. 665 (G.U. 03.12.1994, n. 283)                              |
| Audioprotesista                                                           | D.M. 14.09.1994, n. 668 (G.U. 03.12.1994, n. 283)                              |
| Tecnico di fisiopatologia cardiocircolatoria e perfusione cardiovascolare | D.M. 27.07.1998, n. 316 (G.U. 01.09.1998, n. 203)                              |
| Igienista dentale                                                         | D.M. 15.03.1999, n. 137 (G.U. 18.05.1999, n. 114)                              |
| Dietista                                                                  | D.M. 14.09.1994, n. 744 (G.U. 09.01.1995, n. 6)                                |
| Podologo                                                                  | D.M. 14.09.1994, n. 666 (G.U. 03.12.1994, n. 283)                              |
| Logopedista                                                               | D.M. 14.09.1994, n. 742 (G.U. 09.01.1995, n. 6)                                |
| Ortottista                                                                | D.M. 14.09.1994, n. 743 (G.U. 09.01.1995, n. 6)                                |
| Terapista della neuro e psicomotricità dell'età evolutiva                 | D.M. 17.01.1997, n. 56 (G.U. 14.03.1997, n. 61)                                |
| Tecnico della riabilitazione psichiatrica                                 | D.M. 29.03.2001, n.182 (G.U. 19.05.2001, n.115)                                |
| Terapista occupazionale                                                   | D.M. 17.01.1997, n. 136 (G.U. 25.05.1997, n. 119)                              |
| Educatore professionale socio sanitario                                   | D.M. 08.10.1998, n.520 (G.U. 28.04.1999, N. 98)                                |
| Tecnico della prevenzione nell'ambiente e nei luoghi di lavoro            | D.M. 17.01.1997, n. 58 (G.U. 14.03.1997, n. 61)                                |
| Assistente sanitario                                                      | D.M. 17.01.1997, n. 69 (G.U. 27.03.1997, n. 72)                                |
| Massofisioterapista                                                       | L.19.05.1971, n. 403; L. 30.12.2018, n. 145 L.1.02.2006 n. 43, comma 2, art. 1 |

## Storia
La storia della FNO TSRM e PSTRP attraversa le vicende che hanno coinvolto le organizzazioni nazionali dei Tecnici sanitari di radiologia medica fino alla attuale riforma che coinvolge anche le altre realtà professionali.
Nel 1964 si fondò l’Associazione nazionale dei tecnici italiani di radiologia (ANTIR).
Nel 1968 il DPR n. 680 regolamenta la formazione del Tecnico di radiologia.
Nel 1969 si costituì la Federazione nazionale Collegi professionali Tecnici di radiologia medica con lo scopo di promuovere la tutela della professionalità dei suoi iscritti a vantaggio dei bisogni di salute della cittadinanza.
Nel 1983 grazie alla L.25, l’arte ausiliaria sanitaria di tecnico di radiologia medica è sostituita dalla professione di Tecnico sanitario di radiologia medica (acronimo TSRM).
Successivamente, dal 1994 al 1997, con una lunga serie di Decreti ministeriali si regolamentò il profilo professionale delle attuali professioni afferenti.
La L. 42/1999, riformò sostanzialmente l’esercizio delle professioni sanitarie, con l’abolizione dei mansionari, superando per tutte la denominazione «professione sanitaria ausiliaria», indicando attività, ambiti e criteri limite di ciascuna specifica professione sanitaria in relazione alle altre: i campi di attività e di responsabilità di ognuna di esse sono determinate dal profilo professionale, dal codice deontologico nonché dall'ordinamento didattico degli specifici corsi di laurea e dalla formazione post-base.
La successiva  Legge 251/2000 rafforzò percorso di riconoscimento normativo, di autonomia e responsabilità diretta, sulla base di quanto indicato precedentemente dalla legge 42/1999. In quell'ambito si contemplò il ruolo della dirigenza anche per le professioni sanitarie.
Nel 2006 la Legge 43, identifica e distingue le diverse definizioni attribuite ai professionisti in funzione dei percorsi formativi universitari nel frattempo attivati:
- professionisti con laurea,
- professionisti coordinatori con master di I livello in funzioni di coordinamento,
- professionisti specialisti con master di I livello in funzioni specialistiche e
- professionisti dirigenti con laurea magistrale.